# Inazkan
Inazkan (arab. إنزكان, Īnazkān; berb. ⵉⵏⵣⴳⴳⴰⵏ, Inzggan; fr. Inezgane) – miasto w zachodnim w Maroku, nad Oceanem Atlantyckim, u ujścia rzeki Wadi Sus, w regionie Sus-Massa-Dara, siedziba administracyjna prefektury Inazkan-Ajt Mallul. W 2004 roku liczyło ok. 199 tys. mieszkańców. Miasto jest ważnym węzłem komunikacyjnym w regionie. Łączą się tu drogi N1, N8 i N10.
Inazkan znane jest głównie z targowisk obfitujących w owoce, warzywa i przyprawy oraz srebrnej biżuterii. Wtorek jest głównym dniem handlu. Wtedy to ludzie ze wszystkich okolicznych wsi przybywają do miasta, aby sprzedawać swoje towary i zakupić pożywienie na cały tydzień.